# Taxa
|  | Per a altres significats, vegeu «Taxa (desambiguació)». |

Una taxa és una classe de tributs que poden establir les administracions públiques. Es tracta d'ingressos de dret públic, regulades, juntament amb els impostos i les contribucions especials, pel dret tributari.
S'exigeixen per les administracions públiques (subjecte actiu) i han de ser pagades pels ciutadans o per altres administracions públiques (subjecte passiu) de forma no voluntària, bé per estar obligats a rebre el servei que hi és associat (recollida d'escombraries domiciliàries), bé perquè no hi ha cap altre agent econòmic que presti el servei (una única piscina pública al municipi...). Un altre motiu pot ser l'aprofitament especial de béns de domini públic (vies públiques, espai radioelèctric, rius, costes, ports, etc.).

## Diferències amb els impostos
Des del punt de vista jurídic es diferencien del subgrup més important de tributs, els impostos, pel fet que les taxes estan associades amb la realització d'una activitat per part de l'administració que ha estat provocada pel subjecte passiu (sol·licitud d'autoritzacions o llicències, entrada a l'única piscina municipal, recollida de la brossa, etc.), mentre que en el cas dels primers no existeix aquesta activitat administrativa, sinó tan sols algun fet o un negoci que posen en evidència la capacitat de contribuir (possessió o compra d'un bé, percepció d'una renda, percepció d'una herència, etc.)
Des del punt de vista econòmic les taxes són un ingrés d'importància quantitativa menor, excepte en el nivell d'administració local i s'associen amb el finançament dels costos necessaris per a prestar els serveis que les causen, en el cas concret de les taxes per prestació de serveis, o amb el valor teòric o de mercat de l'aprofitament especial o l'ús exclusiu, en els casos d'ús del domini públic.
En l'actualitat les taxes de les administracions centrals (estats, federacions) i subcentrals (comunitats autònomes, landers, cantons, regions) han perdut molta importància quantitativa i social. Les taxes continuen essent importants, això no obstant, al nivell local d'administració.

## Les taxes a Catalunya
Les taxes del sector públic a Catalunya estan regulades per la Llei de taxes i preus públics de la Generalitat de Catalunya, aprovat pel Decret legislatiu 3/2008, de 25 de juny.

## Les taxes de les entitats locals a l'estat espanyol
Les entitats locals (municipis, províncies, comarques, illes, etc.), a través de les seves administracions (ajuntaments, diputacions, consells comarcals o insulars, cabildos, etc.), i d'acord amb la normativa de l'Estat espanyol, poden establir taxes, per la utilització privativa o l'aprofitament especial del domini públic local, així com per a la prestació de serveis públics o la realització d'activitats administratives de competència local que es refereixin, afectin o beneficiïn de manera particular els subjectes passius.
En tot cas, tal com estableix el RD 2/2004, de 5 de març, pel que s'aprova el text refós de la Llei reguladora de les hisendes locals (BOE 9/3/2004), tindran la consideració de taxes les prestacions patrimonials que estableixin les entitats locals per:
A) La utilització privativa o l'aprofitament especial del domini públic local.
B) La prestació d'un servei públic o la realització d'una activitat administrativa en règim de dret públic de competència local que es refereixi, afecti o beneficiï de forma particular al subjecte passiu, quan es produeixi qualsevol de les circumstàncies següents:
a) Que no siguin de sol·licitud o recepció voluntària per als administrats. A aquests efectes no es considerarà voluntària la sol·licitud o la recepció per part dels administrats:
- Quan vingui imposada per disposicions legals o reglamentàries.
- Quan els béns, serveis o activitats requerits siguin imprescindibles per a la vida privada o social del sol·licitant.

b) Que no es prestin o realitzin pel sector privat, estigui o no establerta la seva reserva a favor del sector públic conforme a la normativa vigent.

## Taxes medievals i antigues en general
Per a l'estudi de l'època medieval i per als estudis comparatius és necessari analitzar els principals impostos i taxes medievals.

### Terminologia
Els termes medievals referents als impostos són específics i molt diferents dels impostos i termes actuals. Els termes més importants són els següents:
- Bolla

El dret de la bolla era un impost que gravava la producció de teixits, cobrat per la Diputació del General d'ençà de les Corts generals de Montsó de 1362-1363.
- Bovatge

El bovatge era un impost que cobraven els reis normalment a l'inici del regnat.
Sembla que gravava la possessió de bestiar i els béns mobles i seents.
Existia ja en l'època de Ramon Berenguer III (1096-1131), qui el va demanar per primera vegada el 1118 i hom el pot relacionar amb la institució de la Pau i Treva de Déu.
- El braçatge: impost que equivalia a una setzena part de la collita.

- El carretal: impost que gravava l'entrada de fusta a Barcelona. El carretal era un impost que a Barcelona, entre 1330 i 1460, gravava l'entrada de fusta, per a la calefacció o la construcció, tant d'edificis com de vaixells.[4]

- Cisa: impost que gravava queviures.

- Coronatge: impost per a pagar la coronació del rei o de la reina.

- El dret d'entrades i eixides: impost que calia pagar per importar i exportar mercaderies.

- Fogatge

El fogatge era un impost directe creat en l'època de Pere III. A vegades s'anomena genèricament fogatge també el fogatjament, el document emprat per a distribuir-lo geogràficament.
Fou pactat a les Corts de Barcelona de 1368, després de l'abolició de la gabella de la sal per tal que aquest nou impost no sols es cobrés en les terres reials, ans també en els dominis dels senyors laics i eclesiàstics. L'organització del cobrament dels fogatges i de la confecció dels fogatjaments (el document amb la relació del desglossament territorial) restà en mans de les Corts i aviat de la Diputació del General. A les Corts de 1368 es va regular la convocatòria militar en cas de princeps namque amb l'aportació d'un servent (combatent) per cada 15 focs, passant la responsabilitat de la mobilització als regidors dels comuns.
- Gabella

La gabella significa tant el monopoli de l'estat de certs productes de primera necessitat com un impost directe que cobrava l'estat: Sal, vi, oli, blat o béns exportats… durant l'antic règim. Per extensió també va aplicar-se als magatzems on es guardaven aquests productes. Tenia diverses formes, podia ser un impost indirecte o directe. La seva forma més coneguda va ser la gabella de la sal, també anomenat selga o salga. Es pot comparar amb els imposts sobre les begudes alcohòliques i els combustibles per a mitjans de transport. El mot prové de l'àrab qabala.
- Lleuda

La lleuda era un impost que gravava l'entrada de mercaderies en una ciutat o en un territori. D'ençà del segle xiii, es redactaren llistes de productes amb l'impost que calia pagar en concepte de lleuda per cadascun d'ells. Podem destacar la llista d'aranzels de la lleuda de Barcelona (any 1222), la del port de Tamarit (1243), la de Cotlliure (1249), la de Perpinyà (de mitjan segle xiii), la de Tortosa (1252), la de Cambrils (1258), etc. També es cobraven lleudes a Girona, a Vilafranca del Penedès, al Pla de Barcelona, etc. La lleuda era una de les principals entrades que rebia el monarca en relació amb els diferents llocs del patrimoni reial.
Generalment era arrendada, molt sovint a mercaders del lloc, cada any o cada dos anys.
- El maridatge: impost directe que gravava tots els focs.

- Mesuratge

Antigament, dret que es pagava sobre la quantitat de cereals mesurada, el mesurament dels quals havia de fer-se amb la mesura pública o segons determinades normes oficials.
- Farneria. Dret sobre la venda a pes de la farina a Barcelona.[13][14]

- El pasquer: impost que calia pagar per a l'ús d'una zona de pastures.

- Passatge[15]

- Peatge (“pedaticum” en llatí)[16]

- El periatge: impost que gravava les mercaderies que entraven a Catalunya per mar. Al segle xiii s'establí com a dotació del Consolat de Mar i suposava el pagament de dos diners per lliura.[17]

- La primícia: pagament per part del pagès a l'església d'una part de les collites.

- Qüèstia ("Questia" en llatí)[18][19]

- Talla

La talla, com a impost directe, és el que es recapta de forma personal. A Castella el procés d'imposició s'anomenava «tallación». El nom prové de l'antic costum de comptabilitzar les entregues de diners tallant osques sobre pals, que es lliuraven per certificar el pagament. Aquesta manera de comptabilitzar és un vestigi dels temps prehistòrics. A Anglaterra va perdurar fins al 1826.
- El vectigal: import sobre la circulació de mercaderies. El vectigal (del llatí vectigale i aquest de vehere, "transportar") era un impost indirecte que gravava diferents activitats, en particular la circulació de mercaderies, en les societats precapitalistes. Era col·lectat per una unitat política local, normalment l'autoritat municipal.A Mallorca, des del segle xiii al xviii, el vectigal era un impost sobre l'exportació de producte del país. El 1403 el rei Martí l'Humà va establir un vectigal sobre el tràfic de mercaderies d'un diner per lliura. La resistència de Ferran d'Antequera a pagar aquest impost provocà el cèlebre enfrontament del vectigal (1416).

## Un cas especial: el cadastre
- El cadastre: impost que gravava la producció agrícola o industrial, que incloïa les terres, edificis, emoluments, producció, obrers, animals i el comerç.[22][23][24]